# 努瓦耶勒维永
努瓦耶勒维永（法語：Noyelle-Vion，法語發音：[nwajɛl vjɔ̃]）是法国上法蘭西大區加来海峡省的一个市镇，属于阿拉斯区。

## 地理
努瓦耶勒维永（50°17'29"N, 2°33'0"E）面积5.36 平方千米，位于法国上法蘭西大區加来海峡省，该省份为法国北部沿海省份，西北濒北海，南至索姆省，东临北部省。
与努瓦耶勒维永接壤的市镇（或旧市镇、城区）包括：伊泽勒莱阿莫、阿韦讷勒孔特、博福尔-布拉万库尔、欧特维尔、拉特尔圣康坦、马南。
努瓦耶勒维永的时区为UTC+01:00、UTC+02:00（夏令时）。

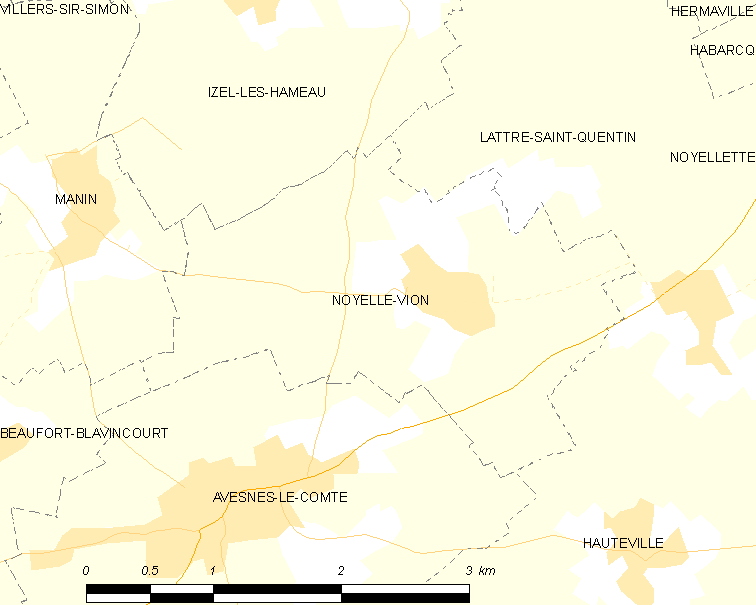
努瓦耶勒维永的OSM定位图

## 行政
努瓦耶勒维永的邮政编码为62810，INSEE市镇编码为62630。

## 政治
努瓦耶勒维永所属的省级选区为阿韦讷勒孔特县。

## 人口

1962-2008年间努瓦耶勒维永人口变化图示

努瓦耶勒维永于2022年1月1日时的人口数量为270人。